# Comatose Vigil
I Comatose Vigil sono un gruppo musicale russo, inizialmente conosciuto sotto il nome di Subhuman Abstract. Sono alcune tra le più seminali band della scena funeral doom, portavoce di un particolare ramo del genere caratterizzato da sonorità ambient e sinfoniche, dai toni spesso epici ma malinconici e oscuri. Sono anche poche tra le band russe che negli ultimi tempi ha accolto un discreto numero di consensi dal pubblico metal, sebbene non abbiano visto emergere al di fuori del continente europeo.
Il gruppo si formò nel gennaio del 2003, a Mosca. Nello stesso anno la band autoprodusse indipendentemente su un nastro le loro prove e lo distribuì tra i loro amici. Sono stati uno dei primi gruppi sullo stile funeral doom apparsi in Russia. Nel 2004 il gruppo si è segnato sotto l'etichetta Stygian Crypt Prod. Hanno firmato un contratto per registrare e pubblicare il loro album di debutto, Not a Gleam of Hope, presso la nuova casa discografica Marche Funebre. Nel 2005 è uscito il loro debutto.
Nel mese di settembre 2006 il gruppo ha firmato un accordo con l'etichetta di Mosca Solitude Productions per registrare e pubblicare singoli, così come il secondo full-length Narcosis, uscito nel 2006, considerato come EP per via delle poche tracce in esso presenti.
Nel marzo 2012, con un breve intervento sulla pagina Facebook ufficiale, il gruppo annuncia il proprio scioglimento. Nel settembre 2014, sempre tramite Facebook, la band annuncia il proprio ritorno sulle scene, informando anche dell'intenzione di lavorare ad un nuovo CD.
Per un breve periodo si è sospettato un legame con la band Ea, data la loro forzata identità sconosciuta che ha fatto circolare ipotesi che dietro tale band si svelassero i Comatose Vigil o alcuni dei loro membri per via della stessa etichetta discografica di appartenenza, delle forti somiglianze stilistiche e la presenza di una scritta in russo sul retro della copertina del loro debutto Ea Taesse.

## Formazione
Attuale
- Zigr – tastiere
- Agapid – basso
- Vig'ill (Alexander) – chitarre
- Overdose A.D. – batteria
- Konst (2009-) – voce

Ex-componenti
- Tim – basso
- Vragomor – voce, batteria (2003)
- À.K. Iezor (2004-2009) – voce

## Discografia

### Album di studio
- 2005 – Not a Gleam of Hope
- 2011 – Fuimus, Non Sumus...

### EP
- 2004 – Rehearsal I
- 2005 – Rehearsal II
- 2006 – Narcosis